# Descanso chapoda
Descanso chapoda là một loài nhện trong họ Salticidae.
Loài này thuộc chi Descanso. Descanso chapoda được Elizabeth Maria Gifford Peckham & George William Peckham miêu tả năm 1892.